# Mise en boîte (film, 1967)
Pour plus de détails, voir Fiche technique et Distribution.
Mise en boîte (Cannery Rodent) est un cartoon de Tom et Jerry réalisé par Chuck Jones et Maurice Noble, produit par la Metro-Goldwyn-Mayer sorti en 1967.

## Musique
- Eugene Poddany